# Круглик (остров)
Круглик (укр. Круглик) — небольшой остров, расположенный на реке Днепр, Украина. Находится неподалёку от села Келеберда Каневского района Черкасской области. Не населён.
Остров овальной формы, с небольшим полуостровом на севере. На севере и востоке острова береговая линия заболочена. Круглик почти полностью покрыт лесами и мелкими кустарниками. Северный полуостров полностью болотистый и покрыт травянистой растительностью. Наивысшая точка — 85 метров. Длина — около 1,7 км, ширина — 0,6 км. Входит в состав Каневского природного заповедника.